# Krävgasell
Krävgasell (Gazella subgutturosa) är en gasell som förekommer från östra Turkiet och centrala Irak till Centralasien och regionen norr om Peking.

## Habitat
Den har från Mongoliet uppgetts förekomma upp till 2 700 meters höjd. Dess habitat är halvöknar och andra torra områden och djuren kan vandra lång i sitt sökande efter bete och vatten. Arten undviker regioner med mycket snöfall. Populationen på Arabiska halvön godkänns i nyare verk som art, Gazella marica.

## Utseende
Arten når en kroppslängd (huvud och bål) av 90 till 125 cm, en svanslängd av 10 till 23 cm och en mankhöjd av 56 till 80 cm.
Hos krävgasellen har till skillnad från hos andra gaseller vanligen bara hanen horn (honan kan ibland ha små horn). Hornen är lyrformade och mörka och hanarna har även en karaktäristisk utbuktning kring vid struphuvudet, som är särskilt påtaglig under parningstiden. Pälsen är ljus rödbrunaktig till gråbrunaktig, med vit undersida och svart på svansens främre två tredjedelar. Stjärten är däremot vit vad som skapar en skarp kontrast och den brunaktiga ovansidan är nära den tydliga gränsen mot undersidan mörkast. Vikten är upp till 18 till 40 kilogram, hanen större än honan.

## Ekologi
Krävgasellens föda är olika gräs, örter, blad och skott. Då den lever längre norrut än andra gaseller har den ett levnadssätt mer anpassat till årstidernas växlingar, bland annat genom säsongsbundna vandringar.
Under den varma årstiden äter individerna främst på morgonen och under senare eftermiddagen. I områden med ett större jakttryck kan de vara nattaktiva. Krävgasell skapar under senare morgonen en liten grop i ett gömställe bakom växtligheten och vilar där under dagens hetaste timmar. Ibland dricks 2 till 4 liter vatten och äts upp till 6 kilogram föda per dag vad som motsvarar 30 procent av individens egen vikt.
Hannar och honor bildar under våren och sommaren egna flockar som är skilda från varandra. De har cirka 10 medlemmar. Under parningstiden som börjar i september etablerar framgångsrika hannar ett revir som markeras med körtelvätska, urin och avföring. Territoriet försvaras mot artfränder av samma kön och honor som vistas i området tvingas att stanna kvar. Unga och svaga hannar bildar mindre ungkarlsflockar. Hannen parar sig vanligen med upp till 12 honor, i sällsynta fall upp till 30 honor. Efter parningstiden bildas under senare vintern stora blandade flockar eller hjordar som ofta har 50 medlemmar. I östra Asien kan upp till tusen individer bilda en hjord. Mellan januari och mars lämnar hannarna de stora flockarna (hjordarna). Från och med mars sker ungarnas födelse. De flesta honor (cirka 70 procent) har tvillingar efter 148 till 159 dagar dräktighet. Före ungarnas födelse och efter varje digivning söker honan ett nytt gömställe för ungarna. Dessa platser ligger under den första veckan 50 till 1000 meter ifrån varandra. Senare följer ungarna med när modern letar efter föda och efter fyra månader slutar honan med digivning. De flesta nyfödda honor har efter 1,5 år förmåga att fortplanta sig och för hannar förekommer framgångsrika parningar vanligen efter 2,5 till 3 år. Bocken lever oftast upp till 6 år i naturen men ifall den lever längre kan den vara upp till 11 år reproduktiv. För honor är den genomsnittliga livslängden 8 till 12 år och 14 år gamla honor med ungar blev dokumenterade.

## Status
Den är rödlistad som sårbar av IUCN då populationen i delar av utbredningsområdet har minskat mycket. Krävgasellen har också försvunnit från en del områden där den tidigare förekom. Främst hotas den av illegal jakt och habitatförlust.